# Rhacophorus hoanglienensis
Rhacophorus hoanglienensis es una especie de ranas que habita en Vietnam y, posiblemente también en China.
Esta especie está en peligro de extinción por la pérdida de su hábitat natural.